# Dark Road
«Dark Road» es una canción de Annie Lennox, publicada el 24 de septiembre de 2007, como el primer sencillo de su cuarto álbum en solitario Songs of Mass Destruction.
La cadena de televisión del Reino Unido Channel 4 emitió el estreno mundial televisivo del videoclip en exclusiva el 22 de agosto de 2007. Fue también el primer vídeo en estrenarse en Amazon.com, estando inicialmente a la venta por solo 48 horas.
La pista fue publicada como un sencillo en CD y también como un sencillo en DVD. Alcanzó la quincuagésima octava posición en la lista de sencillos del Reino Unido.

## Lista de canciones
1   "Dark Road" (versión del álbum) - 3:47 

2   "Dark Road" (versión acústica) - 3:30

## Listas
| Lista                   | Posición |
| ----------------------- | -------- |
| Italian Digital Singles | 10       |
| Swiss Singles Chart     | 45       |
| UK Singles Chart        | 58       |

## Créditos y personal
- Diseño de - Allan Martin
- Fotografía - Mark Langthorn, Mike Owen
- Voces, Escrito por - Annie Lennox